# NBL 1987
Die NBL 1987 war die 9. Austragung der australasischen National Basketball League. Die mit vierzehn Teams aus Australien ausgetragene Meisterschaft begann am 24. April 1987 und endete am 16. Oktober 1987. Im Finale konnte sich die Brisbane Bullets in der Best-of-three-Serie gegen die Perth Wildcats in zwei Spielen durchsetzen und damit ihren zweiten Meistertitel erringen.

## Modus
Jedes Team trägt in der regulären Saison 13 Heim- und Auswärtsspiele aus. Die Spielzeit beträgt 4 × 12 Minuten. Die in der Endtabelle auf den Plätzen 3 bis 6 stehenden Teams qualifizieren sich für das Viertelfinale der Playoffs. Dabei treten der der dritte gegen den sechsten und der vierte gegen den fünften an. Die zwei Sieger ziehen ins Halbfinale ein, wo sie auf die an 1 und 2 gesetzten Teams treffen. In allen Runden gilt der best of three-Modus.

## Mannschaften
| Mannschaft             | Stadt                                  | Austragungsort                 | Plätze | Trainer        |
| ---------------------- | -------------------------------------- | ------------------------------ | ------ | -------------- |
| Adelaide 36ers         | Adelaide, South Australia              | Apollo Stadium                 | 3.000  | Gary Fox       |
| Brisbane Bullets       | Brisbane, Queensland                   | Brisbane Entertainment Centre  | 13.500 | Brian Kerle    |
| Canberra Cannons       | Canberra, Australian Capital Territory | AIS Arena                      | 5.200  | Jerry Lee      |
| Eastside Spectres      | Melbourne, Victoria                    | Burwood Stadium                | 2.000  | Barry Barnes   |
| Geelong Supercats      | Geelong, Victoria                      | Geelong Arena                  | 2.000  | Ken Richardson |
| Hobart Tassie Devils   | Hobart Tasmania                        | Kingborough Sports Centre      | 1.800  | David Adkins   |
| Illawarra Hawks        | Wollongong, New South Wales            | Illawarra Basketball Stadium   | 2.000  | Dave Lindstrom |
| Melbourne Tigers       | Melbourne, Victoria                    | Albert Park Basketball Stadium | 2.000  | Lindsay Gaze   |
| Newcastle Falcons      | Newcastle, New South Wales             | Broadmeadow Basketball Stadium | 2.200  | Steve Johansen |
| North Melbourne Giants | Melbourne, Victoria                    | The Glass House                | 7.200  | Bruce Palmer   |
| Perth Wildcats         | Perth, Western Australia               | Perth Superdome                | 4.500  | Cal Bruton     |
| Sydney Supersonics     | Sydney, New South Wales                | State Sports Centre            | 5.006  | Ken Cole       |
| Westside Saints        | Melbourne, Victoria                    | Keilor Stadium                 | 2.000  | Andris Blicavs |
| West Sydney Westars    | Sydney, New South Wales                | State Sports Centre            | 5.006  | Mike Osbourne  |

## Tabelle
Abschlusstabelle nach Ende der Hauptrunde
- Für das Play-off Halbfinale qualifiziert
- Für das Play-off Viertelfinale qualifiziert

| Pl.  | Team                   | Spiele | Siege | Niederlagen | Siegquote | Punkte+ | Punkte- | Punktedifferenz | Heimbilanz | Auswärtsbilanz |
| ---- | ---------------------- | ------ | ----- | ----------- | --------- | ------- | ------- | --------------- | ---------- | -------------- |
| 01.  | Adelaide 36ers         | 26     | 21    | 5           | 80,77 %   | 3046    | 2677    | +369            | 11:2       | 10:3           |
| 02.  | Brisbane Bullets       | 26     | 20    | 6           | 76,92 %   | 2711    | 2497    | +214            | 13:0       | 7:6            |
| 03.  | Illawarra Hawks        | 26     | 20    | 6           | 76,92 %   | 2680    | 2528    | +152            | 13:0       | 7:6            |
| 04.  | Perth Wildcats         | 26     | 19    | 7           | 73,08 %   | 3005    | 2756    | +249            | 11:2       | 8:5            |
| 05.  | Canberra Cannons       | 26     | 17    | 9           | 65,38 %   | 2848    | 2770    | +78             | 10:3       | 7:6            |
| 06.  | North Melbourne Giants | 26     | 15    | 11          | 57,69 %   | 3060    | 2807    | +253            | 10:3       | 5:8            |
| 07.  | Hobart Tassie Devils   | 26     | 14    | 12          | 53,85 %   | 2599    | 2568    | +31             | 8:5        | 6:7            |
| 08.  | Eastside Spectres      | 26     | 13    | 13          | 50,00 %   | 2607    | 2596    | +11             | 6:7        | 7:6            |
| 09.  | Geelong Supercats      | 26     | 13    | 13          | 50,00 %   | 2644    | 2707    | −63             | 10:3       | 3:10           |
| 010. | Sydney Supersonics     | 26     | 9     | 17          | 34,62 %   | 2744    | 2861    | −117            | 5:8        | 4:9            |
| 011. | West Sydney Westars    | 26     | 8     | 18          | 30,77 %   | 2564    | 2695    | −141            | 4:9        | 4:9            |
| 012. | Newcastle Falcons      | 26     | 6     | 20          | 23,08 %   | 2948    | 3176    | −228            | 4:9        | 2:11           |
| 013. | Westside Saints        | 26     | 4     | 22          | 15,38 %   | 2673    | 2980    | −307            | 3:10       | 1:12           |
| 014. | Melbourne Tigers       | 26     | 3     | 23          | 11,54 %   | 2635    | 3146    | −511            | 3:10       | 0:13           |

## Play-offs

### Modus
Die in der Endtabelle auf den Plätzen 3 bis 6 stehenden Teams qualifizieren sich für das Viertelfinale der Playoffs. Dabei treten der der dritte gegen den sechsten und der vierte gegen den fünften an. Die zwei Sieger ziehen ins Halbfinale ein, wo sie auf die an 1 und 2 gesetzten Teams treffen. In allen Runden gilt der best of three-Modus.

### Spiele
|  | Halbfinale | Halbfinale      | Halbfinale     | Halbfinale | Halbfinale |                  |     | Finale           | Finale | Finale | Finale | Finale |
|  |            |                 |                |            |            |                  |     |                  |        |        |        |        |
|  | 1          | Adelaide 36ers  | 99             | 99         | 93         |                  |     |                  |        |        |        |        |
|  | 4          | Perth Wildcats  | 98             | 101        | 103        |                  |     |                  |        |        |        |        |
|  | 4          | Perth Wildcats  | 98             | 101        | 103        |                  | 2   | Brisbane Bullets | 80     | 106    |        |        |
|  |            |                 |                |            |            |                  | 2   | Brisbane Bullets | 80     | 106    |        |        |
|  |            | 4               | Perth Wildcats | 79         | 87         |                  |     |                  |        |        |        |        |
|  | 2          | 4               | Perth Wildcats | 79         | 87         | Brisbane Bullets | 109 | 77               | 100    |        |        |        |
|  | 2          |                 |                |            |            |                  |     | 77               | 100    |        |        |        |
|  | 3          | Illawarra Hawks | 87             | 78         | 82         |                  |     |                  |        |        |        |        |

## Individuelle Auszeichnungen
- Most Valuable Player der regulären Saison (Andrew Gaze Trophy): Mark Davis (Adelaide 36ers) & Leroy Loggins (Brisbane Bullets)
- Rookie of the Year:  Greg Hubbard (Illawarra Hawks)
- Best Defensive Player (Damian Martin Trophy): Leroy Loggins (Brisbane Bullets)
- Coach of the Year (Lindsay Gaze Trophy): David Lindstrom (Illawarra Hawks)
- All-NBL First Team:
  - Steve Carfino (Hobart Tassie Devils)
  - Andrew Gaze (Melbourne Tigers)
  - Leroy Loggins (Brisbane Bullets)
  - Mark Davis (Adelaide 36ers)
  - James Crawford (Perth Wildcats)

- Grand Final Series MVP (Larry Sengstock Medal): Leroy Loggins (Brisbane Bullets)